# Guitars - the Museum
Guitars - the Museum (in lingua inglese "Chitarre - il Museo") è un museo situato nel centro della città di Umeå, in Svezia. Il museo è stato inaugurato alla fine di gennaio 2014, in concomitanza con gli eventi di apertura per la celebrazione di Umeå come Capitale europea della cultura per il 2014 (assieme a Riga).
Il museo condivide i propri spazi con un negozio di dischi e lo storico club rock "Scharisnka", i cui gestori sono anche gli investitori e gestori principali del museo.
Il Comune di Umeå ha sostenuto questo progetto sia concedendo i permessi necessari alla realizzazione, sia stanziando 2,4 milioni di Corone svedesi per co-finanziare le attività del museo nel 2014 e nel 2015.

## Le collezioni
Le collezioni del museo consistono principalmente in chitarre elettriche risalenti agli anni 1950 e 1960, ma sono ospitati anche bassi elettrici, amplificatori e altri accessori pertinenti l'ambito delle chitarre elettriche. Le collezioni sono state curate dai fratelli Mikael e Samuel Åhdén sin dagli anni 1970 e sono state presentate interamente al pubblico solo con l'apertura del museo.
Tra le chitarre più rare della collezione, si segnala una Gibson Flying V del 1958, una Les Paul del 1960 e una Fender Broadcaster del 1950. Con un totale di oltre 500 chitarre, il museo ha attirato attenzione internazionale ed è stato definito come il più grande museo del mondo di questo tipo.
Oltre alle sale dedicate alle mostre permanenti, ve ne sono alcune designate a ospitare delle mostre temporanee: la prima, in occasione dell'inaugurazione del museo è stata "Umeå - La capitale europea dell'hardcore 1989-2000", organizzata e curata dal Folkrörelsearkivet ("archivio del movimento popolare").